# GRACE (Toshiのアルバム)
『GRACE』（グレイス）は、Toshiの3枚目のオリジナル・アルバム。

## 概要
全曲の作詞を担当した本作。編曲・共同プロデュースとして小倉泰治を迎えた。

## 批評
CDジャーナルは「ゴスペル調の雰囲気を持った「Beautiful Harmony」の完成度には感心させられることしきり」と評した。

## 収録曲
全曲　作詞：Toshi　編曲：小倉泰治
1. Carry On
作曲：Toshi
2. New Horizons
作曲：Toshi
3. Asphalt Jungle
作曲：Toshi
4. Rain And Tears
作曲：青木秀一
5. さよならの季節に…
作曲：山田達也
6. Dear My Friends
作曲：松浦晃久
「Asphalt Jungle」のカップリング曲。
7. 予感～アコースティックに伝えたい～
作曲：Toshi
8. Spacious Love
作曲：内田忍
9. Everlasting Love
作曲：Toshi
「さよならの季節に…」のカップリング曲。
10. "So-Long"
作曲：松浦晃久
11. Beautiful Harmony
作曲：小倉泰治
12. Grace
作曲：山田達也